# Staafmieren
Staafmieren (Ponera) vormen een geslacht van mieren uit de onderfamilie oermieren (Ponerinae). De wetenschappelijke naam van het geslacht is voor het eerst geldig gepubliceerd in 1804 door Pierre André Latreille.
Er zijn ongeveer 60 soorten in dit geslacht, waarvan enkele fossiele. Ze komen voor in Noord-Amerika, Europa en het Oriëntaals gebied. Vroegere Staafmierensoorten uit het ondergeslacht Hypoponera (die vooral voorkomen in het Neotropisch gebied en Afrika) heeft Robert W. Taylor afgesplitst van Ponera en in een apart geslacht Hypoponera ingedeeld.
Staafmieren leven in tropisch regenwoud of drogere, licht beboste gebieden in gematigde streken. De nesten bevinden zich gewoonlijk in rottende boomstronken of onder stenen. De kolonies tellen meestal rond de 30 werkmieren, die erg klein zijn (1 tot 4 mm).

## Soorten
- Ponera alisana Terayama, 1986
- Ponera alpha Taylor, 1967
- Ponera augusta Taylor, 1967
- Ponera bableti Perrault, 1993
- Ponera baka Xu, 2001
- Ponera bawana Xu, 2001
- Ponera bishamon Terayama, 1996
- Ponera borneensis Taylor, 1967
- Ponera chapmani Taylor, 1967
- Ponera chiponensis Terayama, 1986
- Ponera clavicornis Emery, 1900
- Ponera coarctata (Latreille, 1802) (Zwarte staafmier)
- Ponera colaensis Mann, 1921
- Ponera diodonta Xu, 2001
- †Ponera elegantissima Meunier, 1923
- Ponera elegantula Wilson, 1957
- Ponera exotica Smith, 1962
- Ponera guangxiensis Zhou, 2001
- Ponera hubeiensis Wang & Zhao, 2009
- Ponera incerta (Wheeler, 1933)
- Ponera indica Bharti & Wachkoo, 2012
- Ponera japonica Wheeler, 1906
- Ponera kohmoku Terayama, 1996
- Ponera leae Forel, 1913
- †Ponera leptocephala Emery, 1891
- †Ponera lobulifera Dlussky, 2009
- Ponera loi Taylor, 1967
- Ponera longlina Xu, 2001
- Ponera manni Taylor, 1967
- †Ponera mayri Dlussky, 2009
- Ponera menglana Xu, 2001
- Ponera nangongshana Xu, 2001
- Ponera norfolkensis Wheeler, 1935
- Ponera oreas (Wheeler, 1933)
- Ponera paedericera Zhou, 2001
- Ponera pennsylvanica Buckley, 1866
- Ponera pentodontos Xu, 2001
- Ponera petila Wilson, 1957
- Ponera pianmana Xu, 2001
- Ponera rishen Terayama, 2009
- Ponera ruficornis Spinola, 1851
- Ponera scabra Wheeler, 1928
- Ponera selenophora Emery, 1900
- Ponera shennong Terayama, 2009
- Ponera sinensis Wheeler, 1928
- Ponera swezeyi (Wheeler, 1933)
- Ponera syscena Wilson, 1957
- Ponera sysphinctoides Bernard, 1950
- Ponera szaboi Wilson, 1957
- Ponera szentivanyi Wilson, 1957
- Ponera taipingensis Forel, 1913
- Ponera taiyangshen Terayama, 2009
- Ponera takaminei Terayama, 1996
- Ponera tamon Terayama, 1996
- Ponera taylori Bharti & Wachkoo, 2012
- Ponera tenuis (Emery, 1900)
- Ponera testacea Emery, 1895 (Bruine staafmier)
- †Ponera wheeleri Dlussky, 2009
- Ponera woodwardi Taylor, 1967
- Ponera xantha Xu, 2001
- Ponera xenagos Wilson, 1957
- Ponera yuhuang Terayama, 2009